# Skeiða- og Gnúpverjahreppur
Skeiða- og Gnúpverjahreppur es un municipio de Islandia. Se encuentra en la zona central de la región de Suðurland y en el condado de Rangárvallasýsla.

## Población y territorio

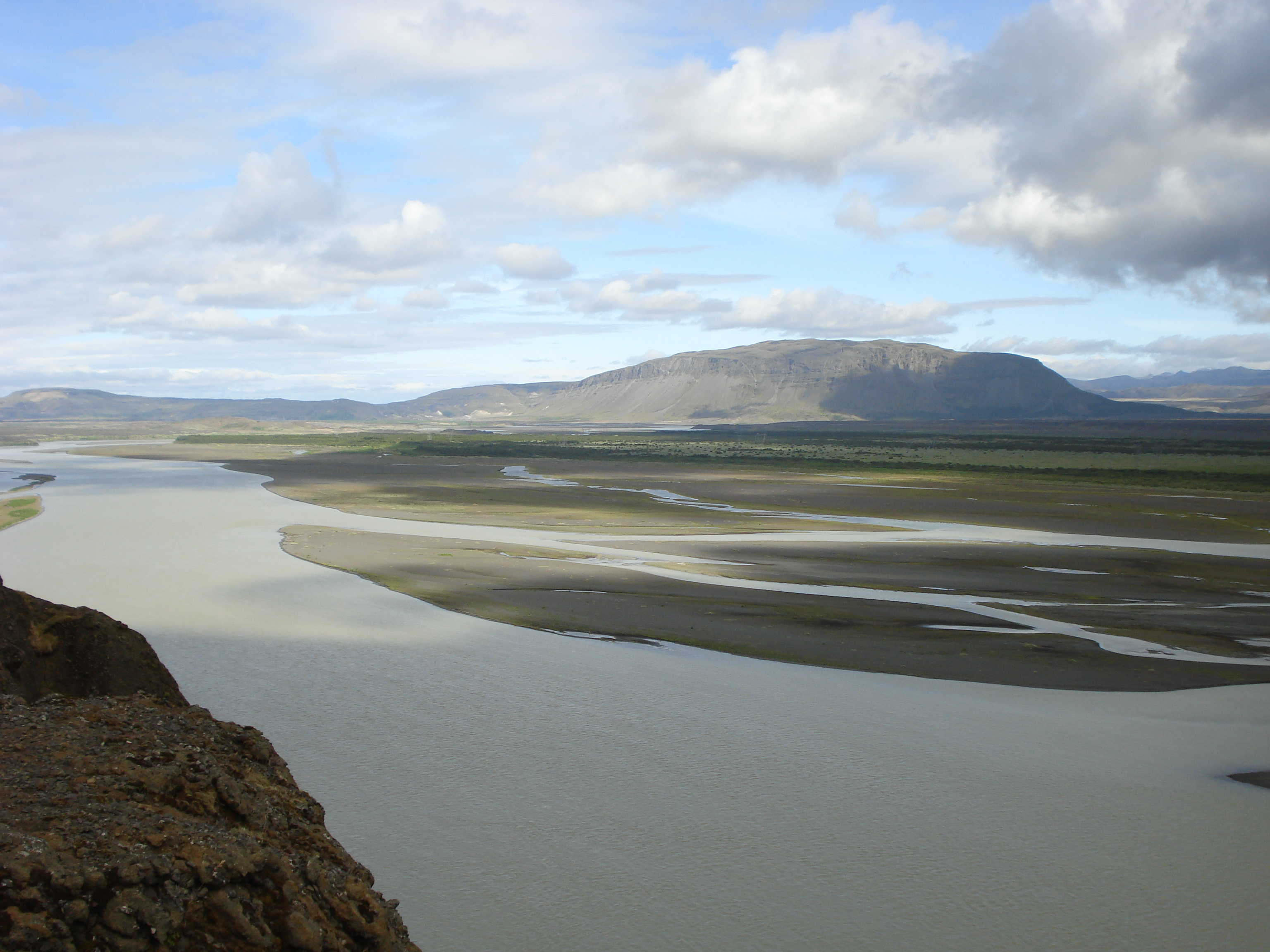
El Þjórsá a su paso por Skeiða- og Gnúpverjahreppur.

Tiene un área de 2.231 kilómetros cuadrados, similar en términos de extensión a la de Luxemburgo. Su población es de 505 habitantes, según el censo de 2011, para una densidad de 0,23 habitantes por kilómetro cuadrado.